# Бородин, Павел Дмитриевич
Павел Дмитриевич Бородин (30 июня 1911 — 11 марта 1998, Москва) — советский государственный и общественный деятель, Герой Социалистического Труда (1966), организатор производства, директор Московского автозавода им. И. А. Лихачёва (1963—1982). Дважды лауреат Государственной премии СССР в области науки и техники (1971 и 1981 годов).

## Биография
Выпускник Московского автодорожного института (1939).
С 1938 года — на партийной работе. В 1939—1947 годах — в аппарате ЦК ВКП(б).
В 1947—1950 — заместитель Министра автомобильной и тракторной промышленности СССР.
В 1950—1955 — на хозяйственной и государственной работе.
В 1955—1957 — заместитель Министра тракторного и сельскохозяйственного машиностроения СССР.
В 1957—1959 — первый заместитель председателя Московского городского совнархоза (СНХ).
В 1959—1963 — заместитель председателя Государственного комитета по автоматизации и машиностроению при Госплане СССР.
В 1963—1971 — директор Московского автомобильного завода имени И. А. Лихачева (ЗИЛ). В 1971—1982 — генеральный директор производственного объединения «ЗИЛ» Минавтопрома СССР.
Член ЦК КПСС (1966—1986). Депутат Верховного Совета СССР 8-го, 9-го и 10-го созывов (1970—1984 годы).
С 1982 года — персональный пенсионер. С 1987 — первый председатель Московского городского совета ветеранов войны и труда.
В 1990-х годах — эксперт-консультант Акционерного московского общества «Завод имени И. А. Лихачёва» (АМО ЗИЛ).
Скончался 11 марта 1998 года на 87-м году жизни. Похоронен на Троекуровском кладбище.

## Награды
- 1966 — Герой Социалистического Труда с вручением ордена Ленина и золотой медали «Серп и Молот».
- 1971 — Государственная премия СССР — за разработку и внедрение системы комплексной механизации основных и вспомогательных процессов производства на Московском автомобильном заводе имени И. А. Лихачёва.
- 1981 — Государственная премия СССР— за коренное усовершенствование технологии производства на основе ускоренного внедрения новейших достижений науки и техники на ЗИЛе.
- Ордена и медали СССР
- 1996 — Орден «За заслуги перед Отечеством» IV степени